# Lutjanus ophuysenii
Lutjanus ophuysenii és una espècie de peix de la família dels lutjànids i de l'ordre dels perciformes.

## Morfologia
- Els mascles poden assolir 15,5 cm de longitud total.[4][5]

## Hàbitat
És un peix marí de clima tropical.

## Distribució geogràfica
Es troba al sud del Japó (llevat de les Illes Ryukyu), el sud de Corea, la Xina i des de la costa oest de Taiwan fins a Hong Kong.